# Mohammed Dionne
Mohammed Boun Abdallah Dionne (Gossas, 22 settembre 1959 – Parigi, 5 aprile 2024) è stato un politico senegalese, Primo ministro del Senegal dal 6 luglio 2014 al 4 maggio 2019.

## Biografia
Mohammed Dionne lavorò in precedenza alla banca centrale degli Stati dell'Africa Occidentale e all'Organizzazione delle Nazioni Unite per lo sviluppo industriale. Fu un consigliere del presidente Macky Sall prima di essere nominato ministro nel luglio 2014.